# São Benedito do Rio Preto
São Benedito do Rio Preto è un comune del Brasile nello Stato del Maranhão, parte della mesoregione del Leste Maranhense e della microregione di Chapadinha.